# Ярмолинецкий район
Ярмолине́цкий райо́н (укр. Ярмолинецький район) — упразднённая административная единица Хмельницкой области Украины. Административный центр — посёлок городского типа Ярмолинцы.

## Образование района
Район был образован как Ермолинецкий 7 марта 1923 года в Проскуровском округе Подольской губернии. Центром района стало местечко Ермолинцы, с 15.08.1925 получившее название Ярмолинцы, а район стал Ярмолинецким. В связи с упразднением окружного деления 2 сентября 1930 года был ликвидирован и Проскуровский округ. С образованием 27 февраля 1932 года Винницкой области, Ярмолинецкий район стал её территориальной единицей, в том числе с 1 апреля 1935 года в составе нового Проскуровского округа, пока 23 сентября 1937 года не была образована Каменец-Подольская область (она же Хмельницкая) с 4 февраля 1954 года. 25 марта 1958 года село Ярмолинцы объединились с сёлами Березовка, Буринцы и Грабина и получили статус посёлка городского типа.
Ярмолинский район в связи с территориально - административными изменениями окончательно сформировался в 1956 году при объединении Солобковецкого, Михайловского и Ярмолинецкого районов. В настоящее время в районе 1 поселковый и 29 сельских советов, 1 посёлок городского типа и 59 сел. Район занимает выгодное географическое положение. Через район проходят главные автомобильные и железные дороги по Волыно-Подольской возвышенности на запад, юг и север, по которым в древности проходили важные торговые пути. Отсюда проложены туристические трассы на Волынь, Киев, Одессу, Буковину, Карпаты и европейские страны.
17 июля 2020 года он вошёл в состав Хмельницкого района и упразднён.

## Характеристики района
Район  расположен в центральной части Хмельницкой области в верховьях реки Ушица. Рельеф полого - волнистый сильнопересеченный долинами небольших рек, оврагов, балок и уголовин. Климат района умеренно - континентальный. Средняя максимальная летняя температура колеблется в пределах +28-30 °C, минимальная зимняя - до -31 °C. Среднемесячное количество осадков колеблется в пределах 520 - 580 мм/год. Среди почв распространены: темно-серые, серые лесные, занимающие 51,2%, черноземы типичные, обыкновенные - 39,6%, луговые и дерновые - 0,4%.
Гидрография района представлена реками Ушица и Волк, которые относятся к бассейну реки Днестр. Растительность района представлена лесостепной растительностью, с преобладанием деревянистых - травянистых ассоциаций. Среди травянистых видов преобладают: пырей ползучий, мятлик обыкновенный, луговой, клевер ползучий, подорожник, хвощ полевой, тимофеевка, лебеда белая и осока. Среди деревянистых видов распространены дуб, граб, береза, ольха, а также сосна и пихта.